# Флорънс Сковъл Шин
Флорънс Сковъл Шин (на английски: Florence Scovel Shinn) е американска художничка илюстраторка, духовна учителка от Новата мисъл и писателка на класически произведения в жанра спиритуализъм, книги за самопомощ и личностно усъвършенстване.

## Биография и творчество
Флорънс Сковъл Шин е родена на 24 септември 1871 г. в Камдън, Ню Джърси, САЩ, в семейството на Алдън Сковъл и Емили Хопкинсън. Прапрадядото на майка ѝ – писателят Франсис Хопкинсън, е политик и член на Американския конгрес, един от съставителите на Декларацията за независимост. Тя получава образованието си във Филаделфия. Следва живопис в Пенсилванската академия за изящни изкуства в периода 1889 – 1897 г. Там се запознава с художника-импресионист Еверет Шин, за когото се омъжва след дипломирането си. Живеят в Ню Йорк и в Плейнфийлд, Ню Хемпшър, в къща в колониален стил. Развеждат се през 1912 г.
В Ню Йорк Флорънс преследва своята кариера в изкуството и показва талант и на художничка, и на актриса. Развива успешна кариера като илюстраторка на детска литература – списания и книги. Обществото на илюстраторите я избира за асоциирано членство през 1903 г., въпреки че не допуска жени до пълноправно членство в организацията до 1922 г.
След развода на Флорънс ѝ е необходимо известно време да се съвземе, след което започва съвсем нова кариера. Посвещава се на религиозното течение „Нова мисъл“, което по-късно става характерно за движението „Нова епоха“. В своята философия тя поставя основите на значението на позитивното мислене като предпоставка за личностно усъвършенстване и успех. Написва книгата „Играта на живота и как да я играем“. Тъй като издателите отказват издаването ѝ, тя разпродава старите сребърни реликви на своите родители и я издава самостоятелно през 1925 година.
В следващите години продължава кариерата си на духовен учител и лектор. Издава книгите „Твоята дума е твоята магическа пръчица“ през 1928 г. и „Тайната врата към успеха“ през 1940 г. След смъртта ѝ са публикувани още две произведения – „Силата на изречената дума“ през 1945 г., която е сбор от нейни бележки, събрани и издадени от нейна ученичка, и „Магическият път на интуицията“ през 2013 г., която е неин машинописен непубликуван ръкопис, получен от Луиз Хей от търговец на редки книги.
Флорънс Сковъл Шин умира на 17 октомври 1940 г.

## Произведения
- The Game of Life and How to Play it (1925)[1]
Играта на живота и как да я играем, изд.: ИК „Кибеа“, София (2001, 2012), прев. Дора Ф. Янева
- Your Word is Your Wand (1928)
Твоята дума е твоята магическа пръчица, изд.: ИК „Кибеа“, София (2001, 2012), прев. Дора Ф. Янева
- The Secret Door to Success (1940)
Тайната врата към успеха, изд.: ИК „Кибеа“, София (2007, 2012), прев. Петър Коритаров

издадени посмъртно
- The Power of the Spoken Word (1945)[1]
Силата на изречената дума, изд.: ИК „Кибеа“, София (2001, 2012, 2020), прев. Дора Ф. Янева
- Collected works: F.S. Shinn, The Wisdom of Florence Scovel Shinn: Four complete books (1989)
- The Magic Path of Intuition (2013)
Магическият път на интуицията, изд.: ИК „Кибеа“, София (2020), прев. Дора Ф. Янева